# EBow

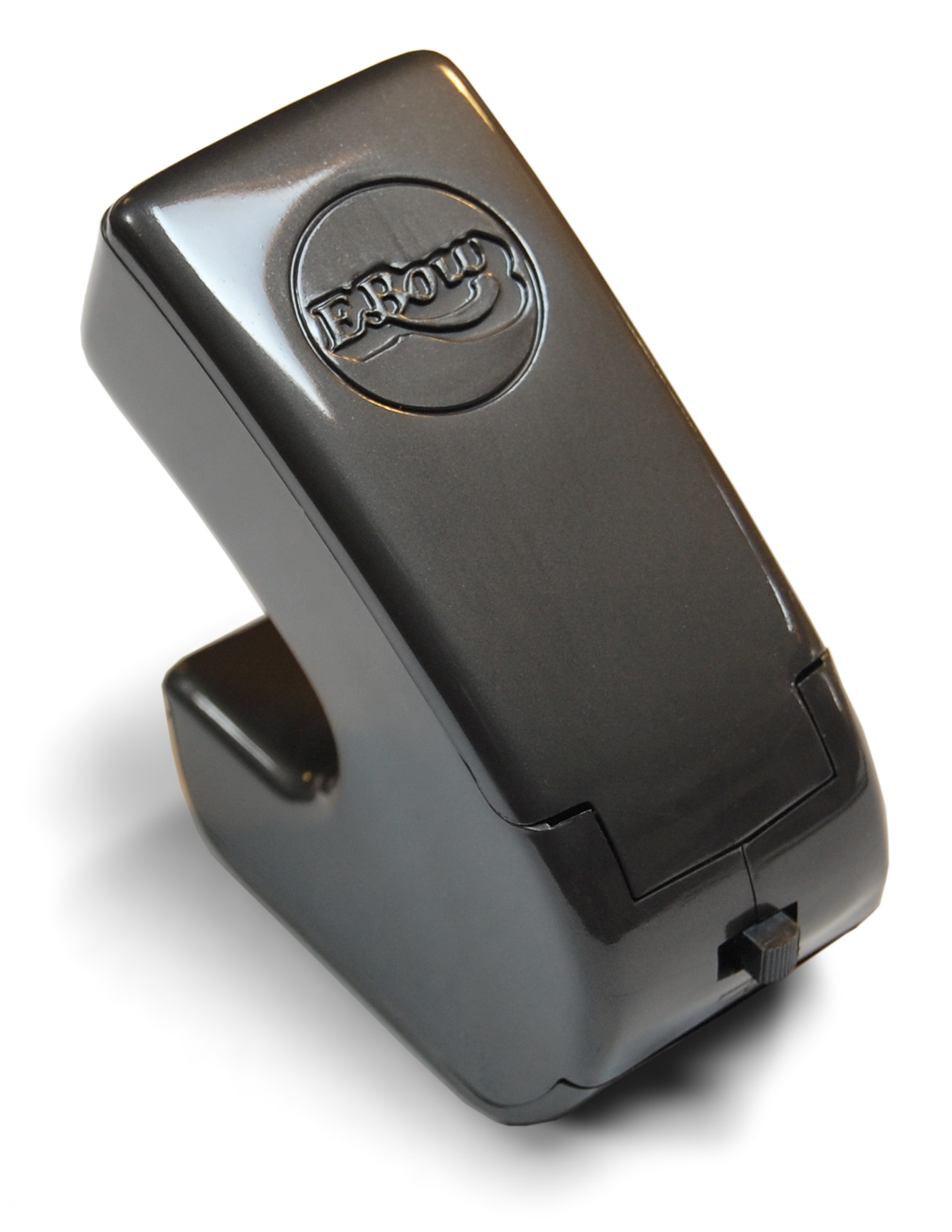
Foto de um EBow.

EBow é um equipamento eletrônico utilizado em guitarras, baixo elétrico e violão, que foi projetado por Greg Heet em 1969 a fim de se obter um sustain infinito, produzido através de vibrações magnéticas. O EBow possui uma bobina e um amplificador para induzir que a corda vibre infinitamente, produzindo sons semelhantes aos de um violino.
Em sua etimologia, a palavra EBow deriva de “Electronic Bow”, que traduzido literalmente significa arco eletrônico. O EBow usa o feedback do circuito do captador; ele possui bobina e um amplificador para induzir que a corda vibre infinitamente, produzindo sons semelhantes aos de um violino.
Exemplos de uso EBow podem ser encontrados na música "Fogo", do Capital Inicial (versão acústica) e no solo de guitarra da música "The Unforgettable Fire", do U2.